# Adnane Tighadouini
 (janvier 2016).
Si vous disposez d'ouvrages ou d'articles de référence ou si vous connaissez des sites web de qualité traitant du thème abordé ici, merci de compléter l'article en donnant les références utiles à sa vérifiabilité et en les liant à la section « Notes et références ».
Adnane Tighadouini, né le 30 novembre 1992 à Ede (Pays-Bas), est un footballeur international marocain qui évolue au poste de milieu de terrain. Il possède également la nationalité néerlandaise.

## Carrière
Né à Ede où il y passe sa jeunesse dans une famille marocaine originaire de Tétouan. Adnane Tighadouini commence sa carrière au Vitesse Arnhem: il fait ses débuts en Eredivisie le 24 avril 2011 lors d'un match à l'extérieur contre le FC Utrecht, en remplacement de Davy Pröpper, il y marque son premier but.  En 2012, pendant le mercato hivernal, il est « prêté » pour tout le reste de la saison au FC Volendam, club de deuxième division. À la fin de cette saison, il est à nouveau « prêté », mais cette fois-ci au SC Cambuur. 
Adnane Tighadouini est convoqué par Pim Verbeek et Hamidou El Warga pour le Championnat d'Afrique des U-23 2011. Il inscrit un but contre la sélection algérienne et marque ainsi son premier but avec l'équipe marocaine des moins de 23 ans.

## Statistiques

### En sélection
Le tableau suivant liste les rencontres de l'équipe du Maroc dans lesquelles Adnane Tighadouini a été sélectionné depuis le 15 novembre 2015 jusqu'à présent.

## Palmarès

### En club
- Coupe des Pays-Bas : 2017

### En sélection
Maroc olympique
- Finaliste du Championnat d'Afrique des nations des moins de 23 ans en 2011